# Nate Johnson (cestista 1979)
Nathan John Del Juan Johnson, detto Nate (Kansas City, 9 gennaio 1979), è un ex cestista statunitense.

## Palmarès
- Campione USBL (2007)
- USBL Player of the Year (2005)
- USBL Postseason MVP (2007)
- All-USBL First Team (2005)
- All-USBL Second Team (2006)
- USBL All-Rookie Team (2004)